# Teya (cantora)
Teodora Špirić (em sérvio: Теодора Шпирић; Viena, 12 de Abril de 2000), conhecida artisticamente como Teya e anteriormente como Thea Devy, é uma cantora austríaca filha de sérvios. Ela foi selecionada para representar a Áustria no Festival Eurovisão da Canção 2023 com a música «Who the Hell Is Edgar?» em dueto com Salena.

## Biografia
Nascida em Viena, filha de emigrantes sérvios, viveu os seus primeiros anos em Kladovo, na terra dos pais, antes de se estabelecer com a sua família na Áustria. Desde muito cedo demonstrou um interesse imediato pela música, actuando como saxofonista numa orquestra de jazz local e começando a compor as suas próprias canções aos 17 anos.
Em 2018, sob o pseudónimo «Thea Devy», lançou o seu single de estreia «Waiting For». No final de 2019, quis representar a Áustria no Festival Eurovisão da Canção de 2020 com a canção «Judgement Day». Apesar de ter sido seleccionada entre os três candidatos finais, a rádio e televisão da Áustria, ORF, seleccionou posteriormente o cantor Vincent Bueno internamente. Esta peça foi posteriormente escolhida pela estação de rádio e televisão sérvia entre os 24 participantes do «Beovizija 2020», o festival sérvio para seleccionar o representante nacional à Eurovisão, a versão em sérvio da canção foi intitulada «Sudnji dan».
Em 2021, participou na quinta edição do concurso de talentos «Starmania», ficando em 8.º lugar. Mais tarde nesse ano, lançou o single «Runaway (Stay)», em colaboração com o cantor croata Ninski, e a utilizar o pseudónimo Teya.
A 31 de Janeiro de 2023, foi confirmado que a rádio e televisão austríaca tinha-a seleccionado internamente, juntamente com Salena, como sua representante nacional no Festival Eurovisão da Canção 2023, em Liverpool. A canção para o concurso, intitulada «Who the Hell Is Edgar?», foi apresentada a 8 de Março de 2023.

## Discografia

### Singles
- 2018 – Waiting For
- 2018 – What Christmas Is About
- 2018 – Collide
- 2019 – Judgement Day/Sudnji dan
- 2022 – Ex Me
- 2022 – Mirror Mirror (com Truu)
- 2022 – Criminal (com Bermuda e DJ Spicy)
- 2023 – Who the Hell Is Edgar? (com Salena)

#### Colaborações
- 2021 – Runaway (Stay) (Ninski feat. Teya)
- 2023 – Pay for It (Apollo on the Run feat. Teya)